# Giuseppe Moruzzi
Giuseppe Moruzzi (* 30. Juli 1910 in Campagnola Emilia; † 11. März 1986 in Pisa) war ein italienischer Neurophysiologe.
Seit 1961 war er gewähltes Mitglied der American Philosophical Society. Als er 1965 in die American Academy of Arts and Sciences gewählt wurde, war er an der Universität Pisa tätig.

## Auszeichnungen
- 1956 Antonio-Feltrinelli-Preis
- 1965 Karl Spencer Lashley Award